# Уабана
Уабана (англ. Wabana) — тауншип в округе Айтаска, Миннесота, США. На 2010 год его население составило 537 человек.

## География
По данным Бюро переписи населения США площадь тауншипа составляет 93,2 км², из которых 75,4 км² занимает суша, а 17,8 км² — вода (19,14 %). На территории тауншипа находится озеро Уабана.

## Население
В 2010 году на территории тауншипа проживало 537 человек (из них 53,4 % мужчин и 46,6 % женщин), насчитывалось 224 домашних хозяйства и 170 семей. На территории города было расположено 382 постройки со средней плотностью 4,1 построек на один квадратный километр суши. Расовый состав: белые — 98,3 %, коренные американцы — 0,6 %, две и более рас — 1,1 %.
Население города по возрастному диапазону по данным переписи 2010 года распределилось следующим образом: 22,0 % — жители младше 21 года, 61,2 % — от 21 до 65 лет, и 16,8 % — в возрасте 65 лет и старше. Средний возраст населения — 50,0 лет. На каждые 100 женщин в Уабане приходилось 114,8 мужчин, при этом на 100 совершеннолетних женщин приходилось уже 114,1 мужчин сопоставимого возраста.
Из 224 домашних хозяйств 75,9 % представляли собой семьи: 68,3 % совместно проживающих супружеских пар (16,1 % с детьми младше 18 лет); 2,7 % — женщины, проживающие без мужей, 4,9 % — мужчины, проживающие без жён. 24,1 % не имели семьи. В среднем домашнее хозяйство ведут 2,38 человека, а средний размер семьи — 2,71 человека. В одиночестве проживали 21,4 % населения, 7,1 % составляли одинокие пожилые люди (старше 65 лет).
В 2015 году из 504 человек старше 16 лет имели работу 262. В 2014 году медианный доход на семью оценивался в 85 167 $, на домашнее хозяйство — в 78 125 $. Доход на душу населения — 38 462 $ в год.